# Wilhelm von Edelsheim (politico)
Wilhelm von Edelsheim (Hanau, 13 novembre 1737 – Karlsruhe, 6 dicembre 1793) è stato un politico e diplomatico tedesco.
Fu presidente del consiglio privato e primo ministro del Margraviato del Baden.

## Biografia
Wilhelm von Edelsheim era membro di una famiglia aristocratica tedesca originaria di Hanau, dove egli stesso nacque. Suo padre, Philipp Reinhard von Edelsheim (27 luglio 1695 - 11 luglio 1772), era primo ministro della contea di Hanau-Munzenberg, mentre sua madre era la baronessa Friederike von Zeschlin (1703 - 19 gennaio 1761). Suo nonno fu il politico e scrittore Friedrich Christian Seifert von Edelsheim. Suo fratello fu il politico Georg Ludwig von Edelsheim. Fu quindi prozio dei generali Leopold Edelsheim e Ferenc Gyulai.
Studiò legge all'Università di Gottinga col fratello Georg Ludwig e poi venne impiegato presso la camera imperiale di Wetzlar. Seguendo il fratello, nel 1758 si pose al servizio del margravio di Baden-Durlach, Carlo Federico, come consigliere. Nel 1763–1767 e nuovamente dal 1772 al 1774 si dedicò all'amministrazione della proprietà di famiglia fino a quando suo fratello non mediò presso il margravio affinché gli concedesse di poter rappresentare il Baden a Vienna per assicurare anche diplomaticamente la successione del Baden-Baden.
Nel 1774 Edelsheim divenne consigliere segreto del margravio e venne impiegato come ministro degli affari esteri, riuscendo con tale carica a concludere i negoziati col Palatinato-Zweibrücken nel 1776 per la divisione della contea di Sponheim. Nel 1778, si schierò a favore della politica prussiana per convincere i principi tedeschi a rivoltarsi contro il dominio dell'Austria, ma cambiò idea dopo il 1782 con la firma di nuovi concordati.
Nel marzo 1784, quando vennero scoperte le rovine del bagno romano di Badenweiler, si recò subito sul posto ed assicurò da parte del governo i finanziamenti necessari per l'escavazione del sito e per proteggere ciò che rimaneva dell'antico sito, evitando la presenza di furti.
Edelsheim agì quindi come ambasciatore del Baden all'incoronazione dell'imperatore Leopoldo II del Sacro Romano Impero (9 ottobre 1790) e poi a quella di Francesco II del Sacro Romano Impero (14 luglio 1792).
Edelsheim era ritratto dai contemporanei come una persona dai molteplici interessi e dalla notevole intelligenza. Durante i suoi anni al servizio del margravio di Baden, entrò in contatto con personalità di spicco che gli fecero visita come i francesi Mirabeau e Du Pont oltre a Johann Caspar Lavater, Friedrich Gottlieb Klopstock e Johann Gottfried Herder. Ebbe anche modo di confrontarsi con Goethe in relazione ai preparativi per la Lega dei Principi.
Edelsheim morì di ictus nel 1793. La città di Karlsruhe gli intitolò la Edelsheimstrasse nel 1897.